# يوليوس بيندر
يوليوس بيندر (بالألمانية: Julius Binder)‏ هو فيلسوف ألماني، ولد في 12 مايو 1870 في فورتسبورغ في ألمانيا، وتوفي في 28 أغسطس 1939 في غوتينغن في ألمانيا.